# Jorge Andrés Martínez
Jorge Andrés Martínez (ur. 5 kwietnia 1983 w Montevideo) – urugwajski piłkarz występujący na pozycji skrzydłowego lub napastnika. Jest siostrzeńcem uczestnika Mistrzostw Świata 1986 – Jorge Barriosa.

## Kariera klubowa
Jorge Andrés Martínez zawodową karierę rozpoczynał w 2000 w Montevideo Wanderers. W debiutanckim sezonie strzelił dwa gole – w meczach z Central Español i Danubio. W Wanderers urugwajski piłkarz występował przez ponad pięć sezonów, w trakcie których rozegrał 121 meczów w rozgrywkach urugwajskiej Primera División. W 2006 zawodnik przeszedł do innego klubu ze stolicy kraju – Nacionalu i już w debiutanckim spotkaniu z Bella Vistą zdobył bramkę. W sezonie 2005/2006 Nacional wywalczył mistrzostwo Urugwaju, a Martínez strzelił dla niego trzy gole.
W 2007 Martínez podpisał kontrakt z Catanią Calcio. W Serie A zadebiutował 2 września w zremisowanym 0:0 spotkaniu z Genoą zmieniając w 58. minucie Takayukiego Morimoto. 26 września Urugwajczyk strzelił swoją pierwszą bramkę dla Catanii, a ta zwyciężyła 1:0 z Empoli FC. W sezonie 2007/2008 zdobywał jeszcze gole w pojedynkach z Milanem, Torino FC, US Palermo, Regginą, Juventusem i Romą. Catania w końcowej tabeli pierwszej ligi uplasowała się na siedemnastej pozycji z jednym punktem przewagi nad strefą spadkową. W sezonie 2008/2009 Martínez strzelił 5 bramek, co dało mu czwarte miejsce w klasyfikacji najlepszych strzelców swojego klubu. Więcej goli od niego zdobyli Giuseppe Mascara, Michele Paolucci i Takayuki Morimoto.
18 czerwca 2010 Pietro Lo Monaco powiedział na antenie Sky Sport 24, że od przyszłego sezonu Martínez będzie graczem Juventusu. 1 lipca oficjalna strona Juventusu potwierdziła, że zawodnik został kupiony za 12 mln i związał się z klubem umową na okres czterech lat. Ligowy debiut w barwach nowej drużyny Urugwajczyk zanotował 29 sierpnia w przegranym 0:1 wyjazdowym meczu z Bari. Od początku pobytu w Juventusie jest rezerwowym. W 2011 roku został wypożyczony do Ceseny.

## Kariera reprezentacyjna
W reprezentacji Urugwaju Martínez zadebiutował 8 czerwca 2003 w wygranym 2:0 towarzyskim meczu przeciwko RPA, kiedy to w 72. minucie zmienił Álvaro Recobę. 18 lutego 2004 pełnił rolę kapitana drużyny narodowej w spotkaniu z Jamajką. Następnie znalazł się w kadrze reprezentacji na Copa América 2004, na którym razem z drużyną narodową wywalczył brązowy medal. 11 lutego 2009 w pojedynku z Libią Martínez strzałem głową zdobył swojego pierwszego gola dla Urugwaju.